# Templeton (Massachusetts)
Templeton – miasto w Stanach Zjednoczonych, w stanie Massachusetts, w hrabstwie Worcester.